# Transcorticale motorische afasie
Een transcorticale motorische afasie is een vorm van afasie waarbij er sprake is van een verstoorde taalvorming. Door hersenletsel in de premotorische schors nabij het centrum van Broca is de spontane spraak bij een patiënt erg verstoord. In tegenstelling tot bij de standaard motorische afasie, waarbij de laesie is gelokaliseerd in het centrum van Broca (gyrus frontalis inferior) is een patiënt met een transcorticale motorische afasie wél in staat om voorgezegde zinnen te herhalen. De fasciculus arcuatus is namelijk nog intact. Ook doet het centrum van Wernicke niet bij het letsel mee, waardoor het taalbegrip ongestoord is. Bij patiënten met transcorticale motorische afasie is vaak wel sprake van een groot onvermogen tot schrijven (agrafie).